# Miłonów
Miłonów (deutsch Mellenau) ist ein Dorf in Niederschlesien. Der Ort liegt in der Gmina Oława im Powiat Oławski in der polnischen Woiwodschaft Niederschlesien.

## Geographie

### Geographische Lage
Das Sackgassendorf Miłonów liegt neun Kilometer westlich des Gemeindesitzes und der Kreisstadt Oława (Ohlau) und rund 26 Kilometer südöstlich der Woiwodschaftshauptstadt Breslau. Der Ort liegt in der Nizina Śląska (Schlesische Tiefebene) innerhalb der Równina Wrocławska (Breslauer Ebene).

### Nachbarorte
Nachbarorte von Miłonów sind im Südwesten Wierzbno (Würben), im Nordosten Zabardowice (Seiffersdorf) und im Süden Marszowice (Marschwitz).

## Geschichte
Das Dorf wurde 1253 erstmals als Milonovo erwähnt. 1285 erfolgte eine Erwähnung als Milenowe sowie 1360 als Milnow.
Nach dem Ersten Schlesischen Krieg 1742 fiel Mellenau zusammen mit dem größten Teil Schlesiens an Preußen. 1783 bestanden im Ort sechs Bauern- und 16 andere Stellen sowie 111 Einwohner.
Nach der Neugliederung Preußens gehörte die Landgemeinde Mellenau ab 1815 zur Provinz Schlesien und war ab 1816 dem Landkreis Ohlau eingegliedert. 1874 wurde der Amtsbezirk Seiffersdorf gegründet, welcher die Landgemeinden Leisewitz, Mellenau, Seiffersdorf und Zottwitz und den Gutsbezirk Seiffersdorf umfasste. 1885 zählte der Ort 116 Einwohner.
1933 zählte Mellenau 106, 1939 wiederum 90 Einwohner. Bis 1945 befand sich der Ort im Landkreis Ohlau.
Als Folge des Zweiten Weltkriegs fiel Mellenau wie fast ganz Schlesien 1945 an Polen, wurde in Miłonów umbenannt und der Woiwodschaft Breslau angegliedert. Die deutsche Bevölkerung wurde, soweit sie nicht vorher geflohen war, weitgehend vertrieben. Die neu angesiedelten Bewohner waren zum Teil Heimatvertriebene aus Ostpolen. 1999 kam der Ort zum Powiat Oławski in der Woiwodschaft Niederschlesien. 2000 zählte das Dorf 58 Einwohner.